# Meksyk na Letnich Igrzyskach Olimpijskich 1900
Meksyk na II Letnich Igrzyskach Olimpijskich w roku 1900 w Paryżu reprezentowało 3 sportowców startujących w polo. Był to debiut reprezentacji Meksyku na igrzyskach olimpijskich.

## Zdobyte medale
| Medal | Zawodnik                                          | Dyscyplina | Konkurencja | Rezultat |
| ----- | ------------------------------------------------- | ---------- | ----------- | -------- |
| Brąz  | Eustaquio Escandón Manuel Escandón Pablo Escandón | Polo       |             |          |